# Открытый чемпионат Мальорки по теннису среди женщин
Открытый чемпионат Мальорки по теннису среди женщин (англ. Mallorca Open) — женский профессиональный международный теннисный турнир, проходивший в июне в Санта-Понса на острове Мальорка, (Испания) с 2016 по 2019 год. Турнир проходил на травяных кортах «Santa Ponsa Tennis Club» и являлся подготовительным к Уимблдону. Относился к серии WTA 250 с призовым фондом около 250 тысяч долларов и турнирной сеткой, рассчитанной на 32 участницы в одиночном разряде и 16 пар.

## Общая информация
Первый розыгрыш турнира состоялся в рамках WTA-тура состоялся в 2016 году. Турнир смог продержаться в женском календаре четыре сезона (до 2019 года). Более одного раза турнир смогла выиграть только Мария Хосе Мартинес Санчес в парном разряде (в 2016 и 2018 годах с разными партнёршами). В одиночном разряде Анастасия Севастова из Латвии смогла сыграть в финальном матче трижды из четырёх розыгрышей, однако одержала в них одну победу.
В 2021 году на кортах местного теннисного клуба стал проводиться мужской турнир.

## Финалы турнира
| Год  | Чемпионка           | Финалистка          | Счёт              |
| ---- | ------------------- | ------------------- | ----------------- |
| 2019 | София Кенин         | Белинда Бенчич      | 6-7(2) 7-6(5) 6-4 |
| 2018 | Татьяна Мария       | Анастасия Севастова | 6-4 7-5           |
| 2017 | Анастасия Севастова | Юлия Гёргес         | 6-4 3-6 6-3       |
| 2016 | Каролин Гарсия      | Анастасия Севастова | 6-3 6-4           |

| Год  | Чемпионки                                     | Финалистки                                     | Счёт           |
| ---- | --------------------------------------------- | ---------------------------------------------- | -------------- |
| 2019 | Юханна Ларссон Кирстен Флипкенс               | Мария Хосе Мартинес Санчес Сара Соррибес Тормо | 6-2 6-4        |
| 2018 | Андрея Клепач Мария Хосе Мартинес Санчес (2)  | Барбора Штефкова Луция Шафаржова               | 6-1 3-6 [10-3] |
| 2017 | Мартина Хингис Чжань Юнжань                   | Анастасия Севастова Елена Янкович              | Без игры       |
| 2016 | Габриэла Дабровски Мария Хосе Мартинес Санчес | Лаура Зигемунд Анна-Лена Фридзам               | 6-4 6-2        |